# باتريشا وودلوك
باتريشا وودلوك (ولدت باسم ماري وينيفريد وودلوك؛ في 25 أكتوبر 1873- وتوفيت بعد عام 1930)، كانت فنانة بريطانية مناصرة لحقوق المرأة في الاقتراع، سُجنت سبع مرات، من ضمنها أطول عقوبة سجن متعلقة بتأييد حق المرأة في الاقتراع في عام 1908 (السجن الانفرادي لمدة ثلاثة أشهر)؛ حصلت وودلوك على ميدالية إضراب عن الطعام من الاتحاد الاجتماعي والسياسي للمرأة، تقديرًا للشجاعة الاستثنائية التي أبدتها. تسبب الحكم القاسي الذي صدر بحق باتريشا في غضب المؤيدين، وألهم آخرين للانضمام إلى الاحتجاجات. احتُفل بإطلاق سراحها في ليفربول ولندن، ورسمت صورتها كبارجة حربية ضخمة على غلاف النشرة الإخبارية للاتحاد الاجتماعي والسياسي للمرأة (أصوات للنساء).

## حياتها المبكرة
ولدت ماري وينيفريد وودلوك في عام 1873، لأب اشتراكي أيرلندي يدعى ديفيد وودلوك، وهو في الأصل من تيبيراري، وكان فنانًا أيضًا، وزوجته ماري تيريزا (الاسم عند الولادة مارتن). عُرفت ماري باسم «باتريشا»، وكان لديها ثلاثة أشقاء أصغر سنًا: أخت أصغر بعقد من الزمن، تدعى إيفانجيلين؛ وشقيق أصغر بثماني سنوات، يدعى تشارلز؛ وشقيق آخر أصغر بعامين فقط، يدعى ديفيد سارسفيلد وودلوك. وبحسب ما ورد أصبح تشارلز وودلوك كاهنًا يسوعيًا. تلقت باتريشا تعليمها في دير ماونت فيرنون. وأصبحت عضوًا في حزب العمل المستقل.
كان منزل العائلة قائمًا في 46 نيكاندر رود، في سيفتون بارك، أما في زمن اعتقال باتريشا في عام 1907، فكانت تقطن في شارع ساوث جون 2، وبعد ذلك في شارع ساوث هامبر 27، في ليفربول.

## دفاعها عن حق المرأة في الاقتراع
كانت وودلوك عضوًا مؤسسًا مع أليس موريسي، لأول فرع للاتحاد الاجتماعي والسياسي النسائي في ليفربول، منذ عام 1906، وأصبحت من المنظمين في هذا الاتحاد في عام 1909.
ارتبطت وودلوك أيضًا بجمعية حق المرأة الكاثوليكية في الاقتراع، وتمكنت مع مجموعات حق الاقتراع في الكنيسة النسائية المحلية من تجاوز الانقسام الديني في ذلك الوقت، على الرغم من أن الصحافة المحلية أعطت الأولوية للأخبار التي تناولت انخراط النساء في احتجاجات طائفية عنيفة.
عقدت وودلوك اجتماعات لنساء من جميع الطبقات، ونظمت تجمعات في الشوارع للنساء العاملات بالقرب من المصانع حيث تعمل أعداد كبيرة من النساء، مثل شركة تبغ كوب ومصنع بسكويت كروفورد.
جاءت آني كيني، زعيمة حركة حق المرأة في الاقتراع والمنتمية إلى الطبقة العاملة، للتحدث أيضًا ضمن هذه الاجتماعات. وفي نهاية المطاف، عُقدت اجتماعات في الهواء الطلق بعد انتهاء ساعات العمل لأكثر من مرة في الأسبوع، وقد شهدت إحدى الفعاليات المقامة في عام 1908، أكثر من 1000 شخص من الحضور.
علا بعض التأييد العفوي من رجال الطبقة العاملة، فعلى سبيل المثال، حين ألقي القبض على وودلوك وآخرين أثناء احتجاجهم على حادثة ديفيد لويد جورج في صان هول، ليفربول، كتبت صحيفة ليفربول ويكلي ميركوري تحت عنوان «أجنبي واضح»، أن السيد سالينجر أُوقف لدى المحكمة بتهمة التداخل مع الشرطة لصالح النساء، ليُفرج عنه بعد ذلك.
ألقي القبض على وودلوك وسجنت مرتين، قضت في إحداهما 14 يومًا قبل أن يُمدد الحكم لمدة شهر بتهمة الاحتجاج في ساحة البرلمان في لندن في عام 1907، مع آييتا لامب وإيميلي سبروسون. أبلغ عن الحدث على نطاق واسع، بما في ذلك ضمن قائمة أسماء إيفنينغ إكسبريس التي وصلت إلى 62 امرأة ألقي القبض عليهن. قالت وودلوك أثناء محاكمتها أنه «لشرف لي أن أدخل السجن من أجل أخواتي».
وصِفت وودلوك بأنها «معاندة» وإحدى «أكثر الشخصيات جموحًا وتمردًا». أقام الاتحاد الاجتماعي والسياسي النسائي وليمة احتفال على شرف إطلاق سراح وودلوك وآخرين، في مطعم هولبورن بقائمة طعام تحتوي سبعة أطباق رئيسة.
شاركت وودلوك في الحملة الدعائية لحق المرأة في التصويت وكذلك في أحداث الاحتجاجات، مثل الإعلان عن المسيرات في هيتون بارك، مانشستر في 11 و19 يوليو من عام 1908، بارتدائها ملابس على شكل لوحات إعلانية مع الناشطة ميبل كابر، وحاولن الدخول إلى مبنى التبادل الملكي في مانشستر الذي يهيمن عليه الذكور. حظيت أحداث حديقة يوليو بدعم جيد واجتذبت إجمالًا 60,000 مشاركًا. تعاملت نشرات الأخبار ضمن الصحف مع هذه التجمعات بشكل مؤيد أو محايد، لكن دون أي ذكر لذلك في صفحات «النساء» الأكثر تحديدًا في ذلك الوقت.
في فبراير من عام 1909، كانت وودلوك «قائد جماعة» للأشخاص الذين نظّموا حدثًا كبيرًا مؤيدًا لحق المرأة في الاقتراع في صان هول، وذلك عندما ألقت السيدة كريستابيل بينكهرست خطابًا. كانت وودلوك مع كل من أليس بيرتون وبيسي موريس وآدا بروتون وسيسيليا هيلتون، إحدى مندوبات ليفربول في «البرلمان النسائي» في كاكستون هول، لندن، في مارس من عام 1909، وقد تطوعن بعد سماعهن إيميلين بانكهرست تتحدث إلى فرع الاتحاد في ليفربول.
تضمنت أحكام وودلوك بالسجن في ذلك العام أطول عقوبة مُنحت لحق الاقتراع (ثلاثة أشهر في السجن الانفرادي) في ذلك الوقت، كمخالفة معاودة للقانون، بتهمة جرائم عرقلة الاحتجاجات خلال زيارة رئيس الوزراء هيربرت هنري أسكويث إلى برمنغهام في سبتمبر من عام 1909.
كُسر الإضراب الذي بدأته وودلوك مع ماري لي وتشارلي مارش في سجن وينسون غرين، وأُطعمن قسريًا.
زارت إيميلين بيثيك – لورانس وودلوك، بعد بضعة أسابيع من الحبس الانفرادي، وكتبت بيثيك لورانس في صحيفة أصوات للنساء، أنها وجدت وودلوك تبتسم وهي في سلامٍ روحي. وفي تجمّع نسائي مليء بالحياة ضمن حلبة للتزلج على الجليد، قارنت بيثيك لورانس سلوك وودلوك بسلوك البقية، فصرّحت: «كانت وودلوك قلب الحركة التي انتمينا إليها، كانت المركز، كانت المحور الذي يدور حوله كل جزء». كذلك زارت كريستابيل بانكهرست وودلوك وشجعتها.
قاد دعم وودلوك والغضب من العقوبة التي أُصدرت بحقها محليًا في ليفربول، إلى رفع مبيعات صحيفة أصوات للنساء إلى 700 نسخة في الأسبوع.
اختبأت ماري فيليبس لليلة كاملة تحت مسرح قاعة القديس جورج في ليفربول دعمًا لوودلوك، حيث كان من المقرر منح دكتوراه فخرية لاثنين من الوزراء. قفزت فيليبس وصرخت «أصوات للنساء» واعترضت على سجن وودلوك. رحبت كريستابيل بانكهرست بهذا الفعل ووصفته بأنه «احتجاج رائع» يُظهر «بأسًا وبراعة». طاردت كل من إلسي هاوي وجيسي كيني وفيرا وينتورث رئيس الوزراء هيربرت هنري أسكويث في عطلته في ديفون، متسائلين عن قدرته الاستمتاع بعطلته بينما كانت وودلوك ما تزال في السجن تقضي «عقوبة مجحفة». طاردت أولئك النسوة رئيس الوزراء في ملعب الغولف وزيّن شجيرات حديقته كلوفيلي كورت رودودندرون ببطاقات دائرية خضراء وبيضاء وأرجوانية تحمل عبارات «أطلق سراح باتريشا وودلوك» ومواضيع أخرى تتعلق بحق المرأة في الاقتراع.